# Heinz Spangemacher

Heinz Spangemacher

Heinrich („Heinz“) Hermann Julius Spangemacher (* 20. Januar 1885 in Walstedde; † 14. August 1958 in Münster) war ein deutscher Pädagoge und Politiker (NSDAP).

## Leben und Beruf
Spangemacher wurde als Sohn eines Lehrers geboren. Nach dem Volksschulabschluss, dem Besuch des Gymnasiums in Bocholt und dem Abitur 1906 am Gymnasium in Borbeck studierte er vier Jahre Klassische Philologie, Deutsch und Geschichte an der Westfälischen Wilhelms-Universität in Münster. 1912 heiratete Spangemacher in Münster. Er leistete Wehrdienst als Einjährig-Freiwilliger und nahm als Soldat am Ersten Weltkrieg teil, zuletzt im Rang eines Oberleutnants der Reserve im Oldenburgischen Infanterieregiment Nr. 91. Während des Krieges wurde er an der Westfront schwer verwundet. Nach dem Kriegsende war er 16 Jahre lang Leiter einer Privatschule und trat in den Deutschvölkischen Schutz- und Trutzbund ein. Ab 1920 war er außerdem Angehöriger der Brigade Ehrhardt. 1929 gründete er die NS-Zeitung Nordwestdeutscher Freiheitskämpfer, als deren Schriftleiter er fungierte.

## Partei
Spangemacher trat 1923 in die NSDAP ein und wurde Gebietsinspekteur der Partei in Hannover-Kleefeld. Nach seiner Ministerzeit wurde er abgefunden als Führer des Landesverbandes Niedersachsen der NS-Kriegsopferversorgung (NSKOV). In dieser Funktion war er auch Mitglied der dortigen Gauleitung. Des Weiteren fungierte er als Gauamtsleiter im Gau Südhannover-Braunschweig und als Gauverbandsleiter des Reichskolonialbundes. Ferner war er Mitglied der SA (SA-Standartenführer) und SS.

## Politische Mandate
Spangemacher war Anfang der 1930er-Jahre Stadtverordneter in Stadt Oldenburg. Bei der Reichstagswahl im September 1930 wurde er in den Deutschen Reichstag gewählt, dem er bis 1932 angehörte. Nach seinem Austritt aus der oldenburgischen Regierung und der Zeit als Landesführer der NS-Kriegsopferversorgung war er ab dem 30. Januar 1934, als er für den ausgeschiedenen Abgeordneten Bertram Weiler nachrückte, erneut Mitglied des Reichstages, zunächst für den Wahlkreis Leipzig, dann von 1936 bis 1945 in gleicher Position für den Wahlkreis Südhannover-Braunschweig.

## Öffentliche Ämter
Spangemacher amtierte vom 16. Juni 1932 bis zum 15. Mai 1933 als Staatsminister für Justiz, Kirchen und Schulen in den von den Ministerpräsidenten Carl Röver und Georg Joel geführten Regierungen des Freistaates Oldenburg. Seine Amtsführung wurde von Beginn durch aggressive Machtpolitik gekennzeichnet. Rücksichtslos gestaltete er durch Einschüchterung der Lehrer die Schulen des Landes im „völkischen“ und „rassischen“ Sinn des Nationalsozialismus um. Genauso verfuhr er bei den Theatern. Politisch missliebige Schulräte wurden entlassen und die Mitgliedschaft im Nationalsozialistischen Lehrerbund obligatorisch für die im Freistaat Oldenburg tätige Lehrerschaft, das Evangelische Oberschulkollegium wurde hingegen aufgelöst. Trotz Protesten von Seiten der Kirchen- und Lehrervertretern gegen Spangemacher im Herbst 1932, unter anderem auch wegen der sog. Kwami-Affäre, blieb er solange im Amt, bis die Regierung aufgrund des Reichsstatthalter-Gesetzes von 1933 umgebildet wurde.